# Pfeifferturm

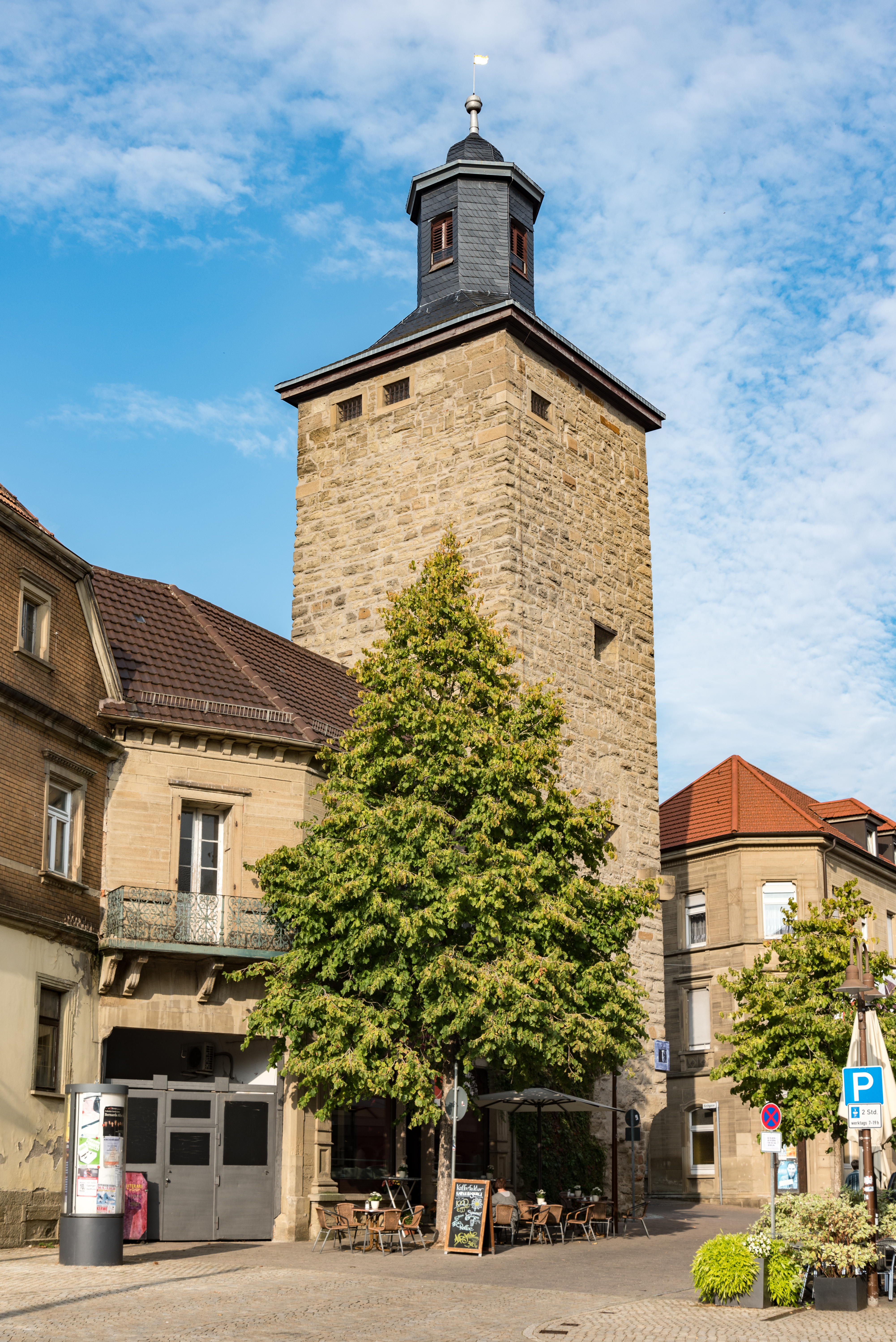
Der Pfeifferturm in Eppingen

Der Pfeifferturm ist das älteste Gebäude der Stadt Eppingen im baden-württembergischen Landkreis Heilbronn.

## Geschichte und Nutzung
Der in der ersten Hälfte des 13. Jahrhunderts erbaute Turm wurde als Teil der mittelalterlichen Stadtbefestigung errichtet, nachdem Eppingen im Jahre 1191/92 durch den Stauferkaiser Heinrich VI. zur Reichsstadt erhoben wurde. Der Turm wurde an zentraler Stelle, am Haupttor in die Altstadt, errichtet. Man kann noch heute am Mauerwerk der Südseite erkennen, dass hier das Tor angebaut war. Die vorkragenden Konsolsteine sind Reste des Verbindungsganges zwischen den sich beidseitig anschließenden Stadtmauern. Die zugemauerte Rundbogentür auf der Höhe der Kragsteine war der ursprüngliche Eingang des Turms.
Der Turm besitzt eine Dachspitzhöhe von 30 Meter und eine Traufhöhe von 22 Meter; die Aussichtsplattform befindet sich auf 24 Meter Höhe. Das Fundament steht auf einem quadratischen Grundriss von 7 Meter Seitenlänge. Die Mauerstärke beträgt im ersten Stock 2 Meter, im zweiten 1,85 Meter und im sechsten nur noch 0,60 Meter. Der Turm besteht aus Buckelquadern, die aus dem heimischen Schilfsandstein gewonnen wurden. Die Löcher in den Steinen kommen von den Greifzangen, mit denen die Steine beim Bau auf ihren endgültigen Platz gehoben wurden.
In den obersten Stockwerken des Pfeifferturms war eine Wohnung für den Türmer eingerichtet. Er hatte die Aufgabe, die Bewohner der Stadt vor Feinden und beim Ausbruch eines Brandes zu warnen. Der Türmer benutzte zur Warnung ein Horn, deshalb nannte man ihn auch den Pfeifer, und der Turm wurde als Pfeifferturm bezeichnet. Bis 1830 musste der Pfeifer die auf dem Turm aufgestellte Uhr aufziehen.
Die Nutzung des Pfeifferturms als Gefängnis ist 1662 erstmals nachgewiesen. Nach Errichtung des Bezirksamtes Eppingen baute man den Pfeifferturm zum Gefängnis für den Amtsbezirk aus (1829 bis 1859). Im Zuge dieses Umbaus hat man aus Platzgründen auf die Uhrenstube verzichtet und die Turmuhr ins nahe neu erbaute Eppinger Rathaus versetzt.
Nach 1859 wurde der Turm verschieden genutzt, 1935 wurde schließlich das erste Heimatmuseum der Stadt Eppingen darin eingerichtet. Nach einer 2002 nötig gewordenen Renovierung ist seit 2003 eine Zweigstelle des Eppinger Stadtmuseums im Pfeifferturm untergebracht.